# Daniele Moruzzi
Daniele Moruzzi (Genova, 22 marzo 1900 – Genova, 24 dicembre 1989) è stato un calciatore italiano.

## Caratteristiche tecniche
Moruzzi rappresentò un eccezionale jolly per il Grifone: ricoprì ben 6 ruoli diversi. In attacco segnò complessivamente 22 reti, giocava anche in porta, dato che allora non erano ammesse sostituzioni dei portieri, ma i ruoli che ricopriva meglio erano quelli di esterno di difesa e centrocampo, sia sulla fascia sinistra che su quella di destra.

## Carriera

### Giovanili
La sua prima esperienza calcistica fu nella Pro Manin; successivamente, nel 1913 passò allo SPES Genova, piccola società che contò nelle sue file giocatori come Giovanni De Prà.
Alla fine del campionato 1920-21 Moruzzi viene chiamato a giocare nella Genoa, squadra della quale era tifoso.

### La maturità calcistica
La prima partita col Genoa fu a Pisa nel 1921, e assieme a lui esordirono in rossoblu nientemeno che De Prà e Burlando. Fino al 1927 giocò in rossoblu, diventando un vero protagonista della squadra, con la quale vinse 2 scudetti memorabili, nelle stagioni 1922-23 e 1923-24.
(Daniele Moruzzi, riguardo alla semifinale scudetto 1923 a Padova)
Dal 1927 al 1929 passa all'altra squadra cittadina, La Dominante.

Nella stagione 1929-30 tornò al Genova 1893 per il suo ultimo anno con i rossoblu.
Passò le ultime stagioni della sua carriera al Siracusa dove arriva insieme all'altro genovese Luigi Derchi. Fu capitano della squadra e giocò come mezza-ala destra, per finire nella Sestrese.

## Palmarès

### Giocatore
- Campionato italiano: 2

Genoa: 1922-1923, 1923-1924